# Daniel Moreau Barringer

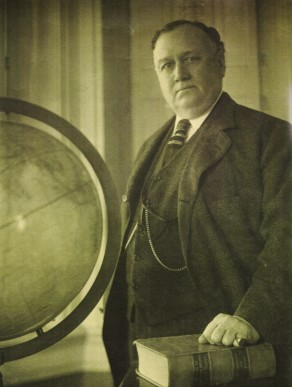
Daniel Moreau Barringer

Daniel Moreau Barringer (bij Concord (North Carolina), 30 juli 1860 - White Sulphur Springs (West Virginia), 30 november 1929) was een Amerikaanse geoloog en mijnbouwer.

## Opleiding en werk
Barringer studeerde aan de Princeton-universiteit waar hij zijn eerste graad behaalde op negentienjarige leeftijd en studeerde af in 1882 als jurist aan de juridische faculteit van de Universiteit van Pennsylvania. Hierna ging hij geologie studeren aan de Harvard-universiteit en mineralogie aan de universiteit van Virginia. In 1892 kocht Barringer samen met zijn vriend Richard A. F. Penrose Jr. en anderen een goud- en zilvermijn in Cochise County in Arizona. Een paar jaar later ontdekte hij een zilverertslocatie in Pearce in Arizona. Deze ontwikkelde hij tot de Commonwealth Silver Mine.  Door deze werkzaamheden werd Barringer een welgesteld man.

## Krater

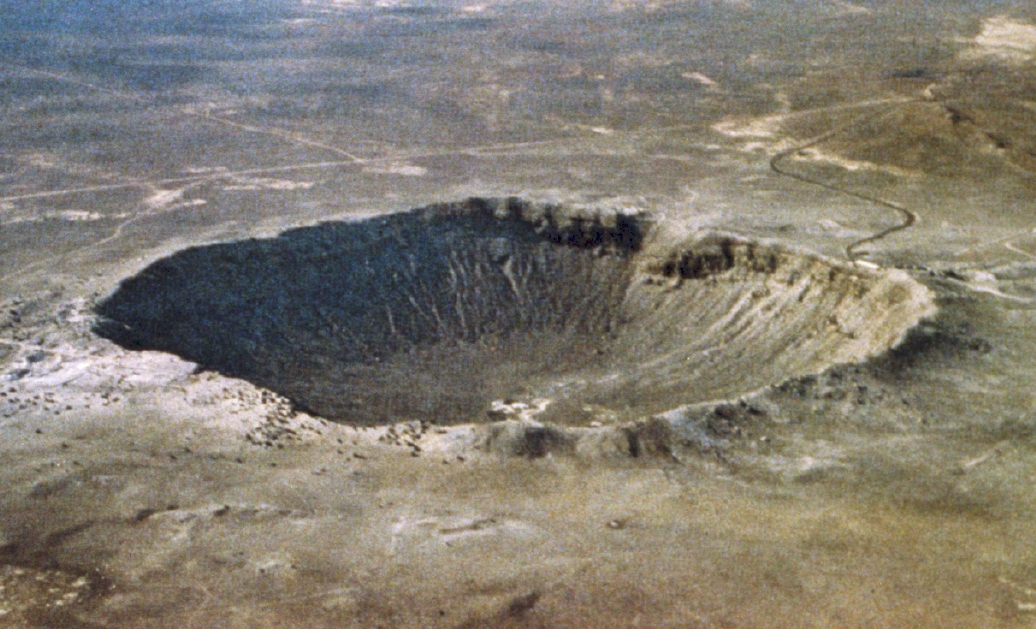
Barringer Krater in Arizona

In 1902 hoorde Barringer van het bestaan van een anderhalve kilometer grote inslagkrater die vijftig kilometer ten oosten van de plaats Flagstaff in Arizona lag. De naam van de krater was toen Coon Mountain. Al eerder had de geoloog Grove Karl Gilbert in 1891 hier onderzoek verricht. Gilbert had de hypothese opgesteld dat de krater ofwel ontstaan moest zijn door een gasexplosie ofwel door de inslag van een meteoriet. Na onderzoek en experimenten concludeerde Gilbert dat een inslag uitgesloten was, hoewel er duidelijk kleine meteorietendeeltjes in de nabijheid van de krater waren gevonden. Toen Barringer hiervan hoorde raakte hij overtuigd dat er toch sprake moest zijn van een inslag. Hij begon het mijnbedrijf de Standard Iron Company met de bedoeling om het verwachte ijzererts dat onder de inslag zou moeten zitten te kunnen vinden. Tussen 1903 en 1905 werd er door het bedrijf geboord in en rond de krater en men stelde vast dat de krater inderdaad moest zijn ontstaan door een heftige inslag. De meteoriet zelf werd echter niet gevonden.

## Publicatie en verder onderzoek

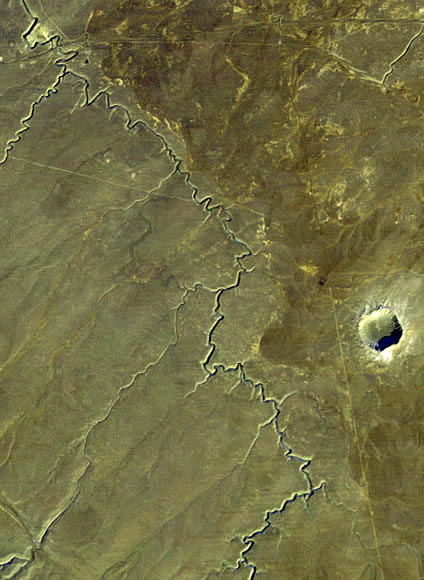
Barringer Krater vanuit de Landsat satelliet gezien

In 1906 schreef Barringer samen met zijn partner, de wiskundige en natuurkundige Benjamin Tilghman een aantal wetenschappelijke artikelen in het blad Proceedings of the Academy of Natural Sciences van de U.S. Geological Survey te Philadelphia waarin het bewijs wat de inslagtheorie ondersteunde uiteen werden gezet. De mijnbouwactiviteiten bij en in de krater werden voortgezet tot 1929 zonder dat ooit onder de grond de vermoede meteoriet van tien miljoen ton werd aangetroffen. In diezelfde tijd berekende de astronoom Forest Ray Moulton hoeveel energie de meteoriet bij inslaan had gegenereerd en concludeerde dat deze bij de landing moest zijn gevaporiseerd. Op dat moment had Barringer al meer dan US$600,000 uitgegeven aan mijnbouwactiviteiten die hem bijna tot bankroet brachten terwijl er geen enkele inkomsten uit ijzerertswinning tegenover stonden.

## Overlijden en nalatenschap
In november 1929 stierf Barringer aan een hartaanval vlak nadat hij de zeer overtuigende argumenten had gelezen dat er geen ijzer gevonden was of zou worden. Ten tijde van zijn overlijden was hij erin geslaagd om de wetenschappelijke gemeenschap ervan te overtuigen dat zijn inslagtheorie correct was. Later werd deze verder bevestigd met nieuw bewijs, onder meer door de geoloog Eugene Shoemaker in de jaren zestig van de twintigste eeuw. Postuum werd naar Barringer als eerbewijs een kleine krater op de achterzijde van de Maan vernoemd. Barringer liet een vrouw en acht kinderen achter, die samen later met hun nakomelingen de Barringer Crater Company oprichten die de krater tot op de dag van vandaag beheert en bezit; de krater draagt tegenwoordig ook zijn naam: Barringerkrater.